# Ковачевица
Кова̀чевица е село в Югозападна България. То се намира в община Гърмен, област Благоевград.

## География
Село Ковачевица се намира в планински район, в Западните Родопи. На около 24 километра е град Гоце Делчев, и на 18 километра от с.Гърмен най-близкото населено място до Ковачевица е село Горно Дряново на 5 километра.
Селото е разположено над река Канина, в долината на която се намира малкото обработваема земя и старият път, който води към Гоце Делчев и долината на река Места.

## История
Основаването на Ковачевица по предание се свързва със заселници от съседното село Рибново и вероятно от Банско. За първи път името му е отбелязано в османските регистри през XV – XVI век. В списъка на населените места с регистрирани имена на главите на домакинствата през втората половина на XV и началото на XVI век в село Ковачевица са регистрирани 17 лица. През 1791 година в селото пристигат и 5 – 10 семейства българи от Омотско, Слимница и Добролища, Костурско, които се заселват в долната, наречена Арнаутска махала. Костурчани, по професия строители, основават Ковачевишката архитектурно-строителна школа.
През XIX век Ковачевица е голямо чисто българско село, числящо се към Неврокопската кааза на Серския санджак. В 1865 година е основано читалище „Светлина“. В „Етнография на вилаетите Адрианопол, Монастир и Салоника“, издадена в Константинопол в 1878 година и отразяваща статистиката на населението от 1873 година, Ковачовица е посочено като село със 185 домакинства с 630 жители българи.
В 1889 година Стефан Веркович („Топографическо-этнографическій очеркъ Македоніи“) отбелязва Кувачювица като село със 165 български къщи.
В 1891 година Георги Стрезов пише за селото:
| „ | Ковачовица, на СИ от Неврокоп 4 1/2 часа. Лежи в един дол между скалисти бърда. Канина е твърде близко до селото. Скотоводци и зидари; някои излизат изкусни майстори по чужбина. Църква българска „Св. Николай“, и училище с 50 и повече ученика. Българското училище е твърде старо. 250 къщи българе. | “ |

Съгласно известната статистика на Васил Кънчов („Македония. Етнография и статистика“) към 1900 година в селото (Ковачовица) живеят 1400 българи.
В началото на XX век цялото християнско население на селото е под върховенството на Българската екзархия. Според статистиката на секретаря на екзархията Димитър Мишев („La Macédoine et sa Population Chrétienne“) в 1905 година в Kovatchovitsa има 1728 българи екзархисти и 12 цигани. В селото има 1 начално българско училище с 2 учители и 37 ученици.
През 1908 – 1909 година селото има 209 български къщи.
През 1923 година в селото е създадена трудова горска кооперация „Родопи“, която разполага с гатер за обработка на дървен материал. Сега живеят там 35 души постоянно. Там е живял великият писател и публицист Георги Данаилов, написал специално за Ковачевица двете книги „Къща отвъд света“ (ИК „Абагар“) и (ИК „Хеликон“), и „Моите къщи“ (ИК „Абагар“).Филмови снимки направени в Ковачевица са двата филма „Мера според мера“ (1981), „За къде пътувате?“ (1976), „Живи комини" (2018), „Любов“ (2015), „Темата“ (документален филм) (2021)..Тя е включена в списъка на архитектурните резервати на БАН.Там бе починала журналистката, преводачката и жената, която направи ефира „На кафе“ и е била директорка на „Нова“ телевизия – Силва Зурлева на 1 януари 2020 г.

## Население

### Етнически състав
Преброяване на населението през 2011 г.
Численост и дял на етническите групи според преброяването на населението през 2011 г.:
|                     | Численост |
| Общо                | 42        |
| Българи             | 39        |
| Турци               | 0         |
| Цигани              | 0         |
| Други               | 0         |
| Не се самоопределят | 0         |
| Неотговорили        | 3         |

## Забележителности
Тъмната гора край Ковачевица е обявена за резерват. Селото е запазило автентичния си вид от XVIII – XIX век и обявено за архитектурно-исторически резерват. Къщите са почти изцяло изградени от камък, включително и покривите, като само при най-високите последният етаж е от дърво. Също голяма забележителност е бялата черква, направена през 1908 г. „Св.Никола“, направена от камък, и никога не се е реставрирала. Има футболно игрище, което сега се е превърнало в детска площадка. В Ковачевица има 2 Кръчми. Има библиотека направена през 1898 г. като и нея никога не е била реставрирана.

## Галерия
- Изглед от чардака на възрожденска къща
- Къщи по стръмна улица
- Народно основно училище „Йордже Димитров“
- Къщи в Ковачевица
- Ковачевишката чешма, 1873 г.
- Дишляновата къща

## Личности
Родени в Ковачевица
- Ангел Даскалов (1854 – 1936), български просветен деец
- Ангел Костов Палев (1864 – след 1943), български революционер
- Васил Илиев Куртев, български комунист, роден на 13 януари 1891 година, член на БКП от 1919 година, в СССР от 1930 година, арестуван на 5 февруари 1938 година като работник в Одеската електростанция, осъден на смърт и разстрелян на 17 септември 1938 година, посмъртно реабилитиран с постановление на Президиума на Одеския областен съд от 7 март 1960 година[18]
- Георги Апостолов, македоно-одрински опълченец, 15 щипска дружина, носител на орден „За храброст“[19]
- Георги Балтаков, български учен
- Георги Стойчев Тетимов (1884 – ?), македоно-одрински опълченец, четата на Стоян Мълчанков, 1 рота на 15 щипска дружина[20]. носител на орден „За храброст“ III степен от Първата световна война[21]
- Георги Стоянов Хорозов (1881 – след 1943), македоно-одрински опълченец, 1-ва рота на 15-а щипска дружина; на 5 март 1943 година като жител на Ковачевица подава молба за българска народна пенсия, която е одобрена и пенсията е отпусната от Министерския съвет на Царство България[22]
- Георги Жерев (1927 – 2003), български писател
- Илия Алдев, македоно-одрински опълченец, 30-годишен, четата на Стоян Мълчанков[23]
- Илия Ангелов, македоно-одрински опълченец, 39-годишен, зидар, неграмотен, 2 рота на 10 прилепска дружина, носител на орден „За храброст“ IV степен[24]
- Илия Тетимов (Заяка, 1885 – 1922), български революционер, деец на ВМОРО и ВМРО, македоно-одрински опълченец
- Йордже Димитров (1842 – 1894), български просветен деец
- Йордже Дичев (1862 – 1902), български революционер
- Людмил Стоянов (1886 – 1973), български писател
- Методий Жерев (1909 – 1993), български духовник
- Никола Ковачевски (1832 – 1882), български просветен деец
- Пенчо Василиев, учил в Робърт колеж в 1926/1927 година[25]
- Стоил (Стойко) Баятев (1890 – ?), македоно-одрински опълченец, четата на Илия Тетимов, четата на Стоян Мълчанков, 15 щипска дружина[26]
- Стоян Ангелов Палев (1887 – ?), македоно-одрински опълченец, четата на Георги Мяхов[27]
- Стоян Ангелов, доброволец в четата на Иван Атанасов – Инджето през Сръбско-българската война в 1885 година[28]
- Тодор Карамфилов Йорджев (1920 – 1942), български комунист, член на РМС[29]
- Тодор Тетимов (Кануш войвода, 1850 – 1921), български хайдутин и революционер
- Тома Добрев (1921 – 2004), български учен, ректор на МГУ „Св. Иван Рилски“

Починали в Ковачевица
- Петър Милев (1879 – 1908), неврокопски войвода на ВМОРО;
- Георги Данаилов (1939 – 2017), писател, сценарист;
- Георги Жерев (1927 – 2003), писател, поет, историк;
- Силва Зурлева (1958 – 2020), български преводач, филолог и журналист.